# Fdisk (Unix)
fdisk è un programma a linea di comando dei sistemi operativi Unix e Unix-like che consente di manipolare la tabella di partizioni del disco rigido. A seconda della versione e del sistema operativo consente di operare su vari tipi di tabelle di partizioni. Il programma consente la creazione della tabella di partizioni, l'aggiunta, la rimozione di partizioni e il cambio di tipo; non consente operazioni più complesse quali lo spostamento o il ridimensionamento.